# Usnea acromelana
Usnea acromelana är en lavart som beskrevs av Stirt. Usnea acromelana ingår i släktet Usnea och familjen Parmeliaceae.   Inga underarter finns listade i Catalogue of Life.